# A Nap és a Hold elrablása (film)
A Nap és a Hold elrablása magyar animációs film, melynek Reisenbüchler Sándor 1968-ban bemutatott, mindössze 11 perces animációs filmje, ami azonban revelációként hatott mind Magyarországon, mind az érdeklődő nemzetközi szakma, mind a közönség körében egy új animációs filmnyelv megteremtésével.
A film Juhász Ferenc népmese feldolgozásának animációs továbbgondolása. A folklór szimbólumainak mágikus-mitologikus használatával a rendező az emberi gonoszságról beszél, ami eltünteti a Napot és a Holdat az égről, odadobva ezzel a hatalmat a sötétség erőinek.
A film szakít a hagyományos rajzfilm eszköztárával. A Nap és a Hold elrablása: kollázsfilm, egy rendkívül eredeti és nagyhatású mozgógrafikai bravúr, ami mögött egy szinte emberfelettien alapos munka áll.

## Alkotók
- Juhász Ferenc elbeszélése alapján írta, rendezte és rajzolta: Reisenbüchler Sándor
- Zenéjét szerezte: Carl Orff, Krzysztof Penderecki, Antonio Vivaldi
- Operatőr: Harsági István
- Vágó: Czipauer János
- Hangmérnök: Horváth Domonkos
- Gyártásvezető: Bártfai Miklós
- Munkatársak: Dobrányi Géza, Kun Irén

Készítette a Pannónia Filmstúdió

## Díjai
- 1970, Mammaia Arany Pelikán
- 1973, Giffoni Ezüst Serleg és különdíj
- 1974 New York zsűri különdíja[1]